# Diócesis de Italia Suburbicaria
La diócesis de Italia Suburbicaria (Dioecesis Italiae Suburbicariae) fue una división administrativa del Imperio romano utilizada durante su periodo conocido como «Bajo Imperio». Agrupaba un total de diez provincias y a su vez, formaba parte de la prefectura de Italia.

## Las diócesis como unidades administrativas
Durante la tetrarquía de Diocleciano se realizó una profunda reorganización de la Administración imperial en la que uno de los aspectos más destacados fue la creación de un buen número de provincias mediante la división de las existentes. Aunque se ha visto este proceso como un medio para evitar el surgimiento de usurpadores reduciendo su posible base de poder, parece que el objetivo final era, más bien, el aumento del número de gobernadores y la reducción de su ámbito de actuación para que esta se desarrollase más eficazmente. Para hacer posible el control del gran número de provincias desde la Administración central, estas se agruparon, entonces, en varias «diócesis» que eran supervisadas por un «vicario» (vices agens praefectorum praetorio) en representación del prefecto del pretorio.

## Historia
En el año 297 se dividió la Dioecesis Italiae en dos partes: «Italia Suburbicaria» —que agrupaba las provincias del sur— e «Italia Annonaria» —que lo hacía con las del norte—. Ambas, junto a las de Hispania y África, se asignaron a Maximiano. En el año 303, este abdicó junto a Diocleciano de su puesto de augusto y el territorio de Italia fue asignado a Severo. Al poco tiempo cayó bajo el control de Majencio quien fue derrotado por Constantino tras una guerra civil. A la muerte de este, el Imperio se dividió entre sus hijos y Constante recibió las diócesis italianas, las ilíricas y África.
Era una diócesis de retaguardia y como tal no sufrió las invasiones de pueblos bárbaros que asolaron el norte de la península durante el gobierno de Estilicón. La segunda invasión de Italia por Alarico sí le afectó en gran medida ya que sus provincias peninsulares cayeron en manos de los visigodos y quedaron devastadas por sus saqueos además de sufrir el de la propia ciudad de Roma. Tras la conquista por los vándalos de la diócesis de África, estos arrebataron las provincias insulares, atacaron ciudades costeras y volvieron a entrar en Roma sometiéndola a un saqueo peor que el de los visigodos.

## Organización administrativa
Estaba dirigida por el vicario de la ciudad de Roma (Vicarius Urbis Romae) quien era inferior en rango al vicario de Italia que controlaba las provincias norteñas agrupadas en «Italia Anonaria». La diócesis englobaba las provincias italianas del sur que, junto a las islas sumaban un total de diez:
Samnium
Lucania et Bruttium
Campania
Apulia et Calabria
Tuscia et Umbria
Picenum Suburbicarium
Valeria
Sicilia
Sardinia
Corsica

## Despliegue militar
No contaba con un despliegue militar de importancia ya que las tropas estacionadas en Italia se concentraban en la diócesis del norte. Con todo, dentro de su territorio se situaba el puerto de Miseno donde tenía su base una flota militar además de varios asentamientos de sármatas laeti.